# کوک‌پک
کوک‌پک (به قزاقی: Kokpek) یک منطقهٔ مسکونی در قزاقستان است که در شهرستان انبکچی‌قزاق واقع شده‌است. کوک‌پک ۷۴ نفر جمعیت دارد.